# Лавриотики (дем)
Лавриотики (на гръцки: Δήμος Λαυρεωτικής) е дем в Гърция. Площта на дем Лавриотики е 176,87 km2. Населението му през 2011 г. е 25 102 жители.